# Nagy-Medve-tó
A Nagy-Medve-tó (slavey: Sahtú, angolul Great Bear Lake, franciául Grand lac de l'Ours) a legnagyobb teljes terjedelmében Kanada területén fekvő tó, mely az Északnyugati területek territóriumban található. Az északi sarkkör közelében fekszik (északi szélesség 65-67°, nyugati hosszúság 118-123° foka között), 186 m tengerszint feletti magasságban.

## Földrajz

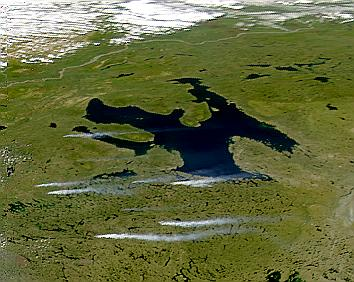
A Nagy-Medve-tó felülnézetből

Észak-Amerika harmadik, a világ nyolcadik legnagyobb területű tava. Víztérfogata alapján a nyolcadik legnagyobb a világon.
Területe 31 153 km², partvonala 2719 kilométer. Átlagos mélysége 71,7 méter, legnagyobb mért mélysége 446 méter, víztérfogata 2236 km³. Vízgyűjtő területének nagysága 114 717 km². Fő lefolyása a Nagy-Medve-folyó, amely a Mackenzie folyóba szállítja a tó vizét.
1930-ban, Gilbert LaBine uránkészleteket fedezett fel a Nagy-Medve-tó közelében, urán és ezüstbányák is találhatók a területen.
A tó mellett fekvő nagyobb települések közé az ötszáz lakosú Deline és Port Radium tartozik.

## Éghajlat
A Nagy-Medve-tó felszínét novembertől júliusig jég borítja. Az 1950 és 1974 között, Port Radium városában gyűjtöttek mérési adatokat a terület éghajlatáról.
| Hónap      | Hőmérséklet (°C ) | Csapadék (mm) | Napsütéses órák száma (h) |
| ---------- | ----------------- | ------------- | ------------------------- |
| Január     | -27               | 11            | 0.19                      |
| Február    | -27.0             | 8             | 1.82                      |
| Március    | -19.1             | 14            | 7.57                      |
| Április    | -10.7             | 6             | 16.03                     |
| Május      | 1.2               | 14            | 21.76                     |
| Június     | 9.0               | 14            | 23.16                     |
| Július     | 12.0              | 35            | 18.54                     |
| Augusztus  | 10.6              | 43            | 11.97                     |
| Szeptember | 5.3               | 25            | 6.20                      |
| Október    | -3.2              | 27            | 2.85                      |
| November   | -14.8             | 25            | 0.39                      |
| December   | -23.0             | 14            | 0.00                      |
| Átlag      | -7.2              |               | 10                        |
| Összesen   |                   | 236           |                           |

## Élővilág
A Nagy-Medve-tó a tajga öv területéhez tartozik. Természeti képét a kiterjedt síkságok, boreális erdők és a vizes élőhelyek jellemzik. A tó déli és nyugati részén lucfenyővel tarkított tőzegláp-mocsarak találhatóak. Az északi parton már a tundraterület a meghatározó. A tóban jelentős tavi pisztráng populáció él.

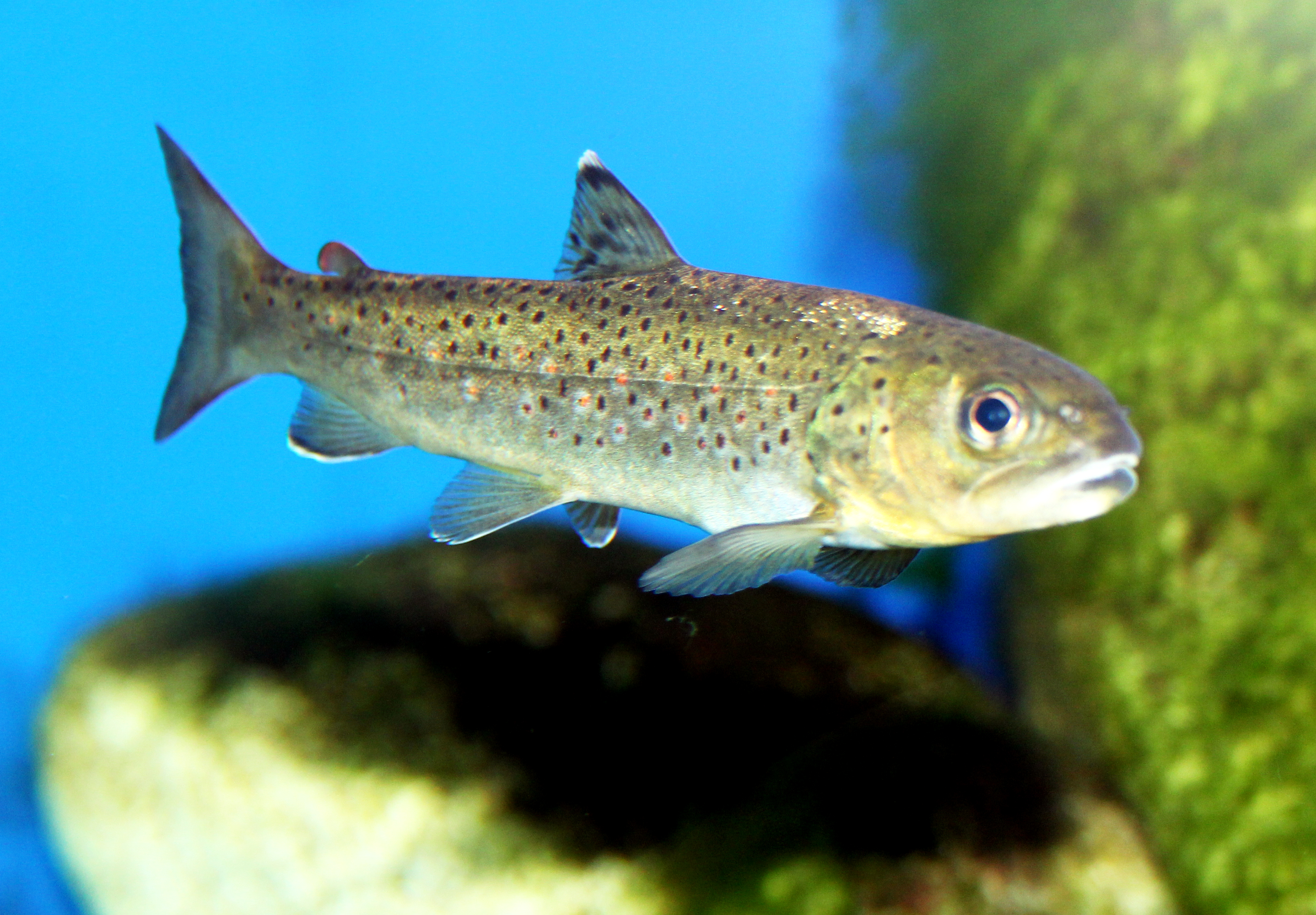
tavi pisztráng
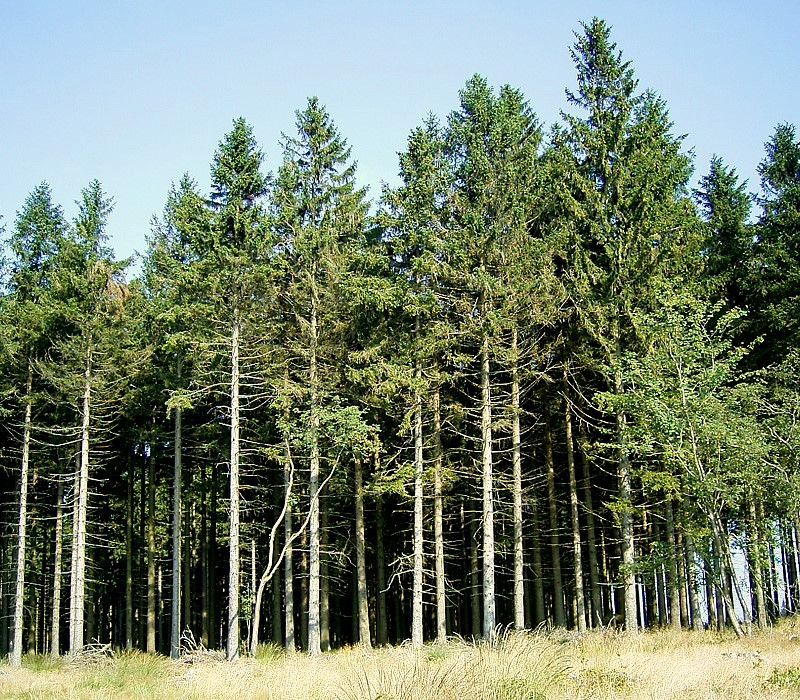
Lucfenyő, jellemző a tajga területén
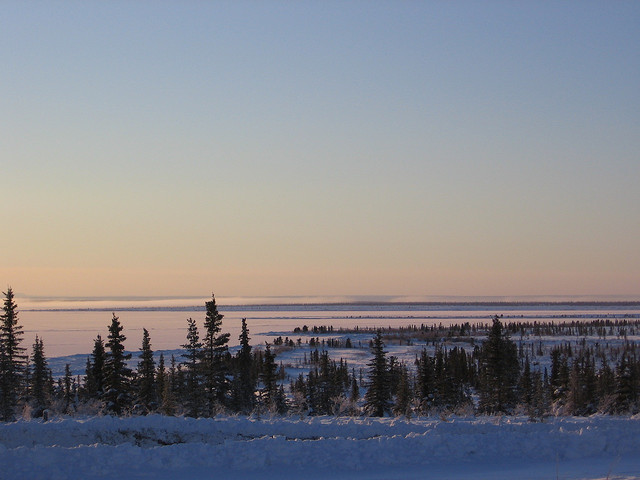
A Nagy-Medve-tó látképe novemberben
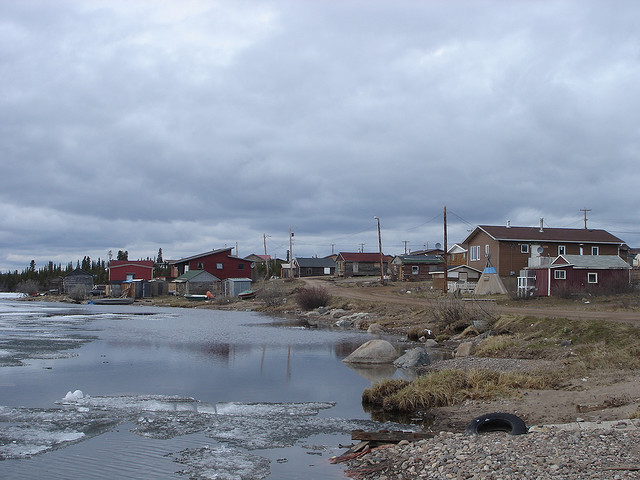
Deline városa 2006-ban

Elmondható, hogy a tavat természetközeli állapot jellemzi, alapvetően nem érintette emberi tevékenység. Eliszaposodást, toxikus szennyeződéseket, eutrofizációt vagy savasodást még nem figyeltek meg a területén, így feltételezhető, hogy a Nagy-Medve-tó a legnagyobb olyan tó a világon, mely megmaradt ezen ősi, természetes állapotában.

## Külső hivatkozások
Angol nyelven:
- Great Bear Lake Watershed
- World Lakes Database
- Prehistory of Great Bear Lake
- Encyclopedia of Earth